# Jean-Pierre Serre
Jean-Pierre Serre (n. 15 septembrie 1926, Bages, Languedoc-Roussillon, Franța) este un matematician francez care a adus contribuții deosebite în domenii ca: topologie algebrică, geometrie algebrică și teoria algebrică a numerelor.
Pentru activitatea sa, i s-a decernat Medalia Fields în 1954, Premiul Wolf în 2000 și Premiul Abel în 2003.
Mai multe concepte matematice îi poartă numele, printre care: teoria Bass-Serre, criteriul lui Serre, grupul lui Serre, teorema Serre-Swan, teorema Serre-Tate etc.